# Baltimore Orioles
Baltimore Orioles je profesionální baseballový klub z Major League Baseball, patřící do východní divize American League.
Klub byl založen v roce 1901 a má za sebou poměrně zajímavou historii stěhování. Jeho původním jménem bylo Milwaukee Brewers - klub toho jména dnes v MLB rovněž existuje, ale jeho původ je jiný. Hned po roce byli Brewers přesunuti do St. Louis a přejmenování na St. Louis Browns. V roce 1954 došlo k druhému stěhování a tým získal současný název.
Není rovněž bez zajímavosti, že klub jménem Baltimore Orioles existoval již v letech 1901 až 1902 - byl ale přestěhován do New Yorku a přejmenován. Jedná se o dnešní New York Yankees.
Za svou historii klub celkem sedmkrát vyhrál American League, z toho třikrát i následující Světovou sérii:
- Vítězství ve Světové sérii: 1966, 1970 a 1983
- Ostatní vítězství v AL: 1944, 1969, 1971 a 1979